# Zasłużony dla Miasta Poznania
Zasłużony dla Miasta Poznania – lista osób, którym Rada Miasta Poznania przyznała odznaczenie „Zasłużony dla Miasta Poznania” – szczególny tytuł przyznawany osobom fizycznym, prawnym oraz organizacjom za szczególne zasługi dla miasta. Wyróżnieni tytułem otrzymują dyplom, kwiaty oraz medal.

## Uregulowania prawne
Pierwotnie zasady przyznawania tytułu regulowane były uchwałą Rady Miasta Poznania I kadencji nr XXX/172/91 z dnia 4 czerwca 1991 roku. Jak zapisano w treści uchwały, tytuł ten nadawała rada w drodze uchwały podjętej na wniosek radnych, przewodniczącego rady lub prezydenta miasta – zwykłą większością głosów. Przyznawano go osobom fizycznym, prawnym oraz organizacjom gospodarczym, społecznym, zawodowym, naukowym i kulturalnym jako zaszczytne wyróżnienie za zasługi położone dla miasta we wszystkich możliwych dziedzinach gospodarki, wiedzy, kultury, sztuki i polityki. Rada Miasta Poznania mogła ponadto, w drodze uchwały, pozbawić wyróżnień w razie stwierdzenia utraty praw przez odznaczonego. Założenia te zmieniono uchwałą Rady Miasta Poznania IV kadencji nr XIX/140/IV/2003 z dnia 3 czerwca 2003 roku, w której usunięto zapis o wymogu zwykłej większości głosów oraz możliwości pozbawienia wyróżnienia, a także uzupełniono możliwość zgłaszania kandydatur do tytułu przez komisje rady, po zasięgnięciu opinii klubów radnych działających w Radzie Miasta Poznania. Ostatnie zmiany w zasadach przyznawania wyróżnień przyjęła Rada Miasta Poznania V kadencji w uchwale nr LXXII/1000/V/2010 z dnia 15 maja 2010 roku, zaznaczając, iż wyróżnienie przyznaje się nie więcej niż czterem osobom w roku i nie więcej niż jednej instytucji spośród osób prawnych i organizacji.
Wręczenia wyróżnień honorowych dokonuje przewodniczący rady w obecności prezydenta miasta, zazwyczaj na uroczystej sesji rady miejskiej, w dzień patronów Poznania – świętych Piotra i Pawła. Ewidencję przyznanych wyróżnień prowadzi Biuro Rady Miasta Poznania.

## Zasłużeni dla Miasta Poznania od 1991 roku
Od 1991 do 2025 roku przyznano łącznie 122 wyróżnienia. Tytułu nie przyznano w trzech latach: 1995, 2000 oraz 2002. Wśród wyróżnionych znalazły się 22 kobiety, 66 mężczyzn, 3 pary, 30 organizacji oraz 1 podmiot zbiorowy – pracownicy medyczni, socjalni i wolontariusze zaangażowani w bezpośrednią walkę z pandemią COVID-19.
| Rok  | Laureat | Laureat                                                                                             | Uzasadnienie |
| ---- | ------- | --------------------------------------------------------------------------------------------------- | --- |
| 1991 |         | Zakłady Przemysłu Metalowego H. Cegielski w Poznaniu                                                | „Dzisiaj chcemy uhonorować etos poznańskiej pracowitości, pracowitości na przekór wszelkim przeszkodom i naprzeciw wszystkim, a równocześnie tradycyjny już symbol naszego Miasta. Chcemy uhonorować tych, którzy wielokrotnie, od pamiętnego 1956 r. poprzez następne lata byli dla nas symbolem oporu wobec komunistycznej władzy” |
| 1992 |         | Oddział Wielkopolski Polskiego Związku Chórów i Orkiestr „Macierz”                                  | „wyrażając uznanie dla roli »Związku« w rozwoju kultury muzycznej i śpiewaczego ruchu amatorskiego” |
| 1992 |         | Wiltrud Wessel                                                                                      | „Pomoc innemu człowiekowi znajdującemu się w potrzebie jest jedną z najcenniejszych cech ludzkiego charakteru. Po bezinteresowności takiej pomocy poznaje się rzeczywistych przyjaciół, zawsze gotowych do pomocy swym przyjaciołom. Chcielibyśmy, w tym miejscu, w jedyny przez nas możliwy do dokonania sposób podziękować jednej osobie, która w istotny sposób w trudnych dla nasz okresach po 1981 roku pomagała najbardziej potrzebującym, w tym chorym i dzieciom, organizując bezinteresownie wszelką pomoc” |
| 1992 |         | Andrzej Lutomski                                                                                    | „Wzorowa praca, pełna poświęceń, nie zawsze jest podstawą dla jakichkolwiek wyróżnień. Wieloletnia praca szczególnie w trudnym okresie jakim było ostatnie 45 lat oraz zachowanie etosu tej pracy wyrażające się w nieustępliwości przed przeciwnościami, w ochronie dobra wspólnego, dobra stanowiącego własność Rady i Urzędu, powinna być zawsze przez Radę doceniona i nagradzana” |
| 1993 |         | Pierre de Tonquédec                                                                                 | „w uznaniu szczególnych zasług oraz ogromu podjętych obowiązków i wykonanej pracy w konsekwentnym budowaniu pozytywnego obrazu Polski, Wielkopolski i naszego Miasta w umysłach nowych generacji Francuzów, w wyniku czego zostały nawiązane trwałe relacje wzajemnej współpracy i przyjaźni” |
| 1993 |         | Edmond Hervé                                                                                        | „w uznaniu szczególnej roli – jako Mera miasta Rennes, stolicy departamentu Ille-et-Vilaine – oraz znaczenia podjętych działań w konsekwentnym budowaniu pozytywnego obrazu Polski, Wielkopolski i naszego Miasta w umysłach nowych generacji Francuzów, w wyniku czego zostały nawiązane trwałe i niezwykle szerokie relacje wzajemnej współpracy i przyjaźni” |
| 1993 |         | Pierre Méhaignerie                                                                                  | „w uznaniu szczególnej roli – jako Przewodniczącego Rady Generalnej Departamentu Ille-et-Vilaine – oraz znaczenia podjętych działań w konsekwentnym budowaniu pozytywnego obrazu Polski, Wielkopolski i naszego Miasta w umysłach nowych generacji Francuzów, w wyniku czego zostały nawiązane trwałe i niezwykle szerokie relacje wzajemnej współpracy i przyjaźni” |
| 1993 |         | Jacques de Chalendar                                                                                | „w uznaniu szczególnej roli – jako Przewodniczącego Fundacji France-Pologne oraz znaczenia podjętych działań w konsekwentnym budowaniu pozytywnego obrazu Polski, Wielkopolski i naszego Miasta w umysłach nowych generacji Francuzów, w wyniku czego zostały nawiązane trwałe i niezwykle szerokie relacje wzajemnej współpracy i przyjaźni” |
| 1993 |         | Egon Naganowski                                                                                     | „w uznaniu wybitnych osiągnięć w dziedzinie twórczości krytyczno-literackiej, w szczególności zaś za działalność translatorską, dzięki której do obiegu naszej kultury zostały wprowadzone najwybitniejsze dzieła literatury światowej, za skupienie wokół siebie środowiska pisarskiego, dzięki czemu Poznań stał się znaczącym ośrodkiem twórczym oraz za aktywny udział w życiu społecznym i kulturalnym miasta”                                                                                                  |
| 1993 |         | Zygmunt Latoszewski                                                                                 | „doceniając całokształt zasług dla kultury naszego miasta, znakomitego muzyka, dyrygenta, pedagoga, krytyka oraz organizatora życia muzycznego, osoby łączącej przedwojenny muzyczny Poznań z teraźniejszym” |
| 1994 |         | Zdzisław Bernat                                                                                     | „w uznaniu wybitnych osiągnięć w dziedzinie muzykologii i chóralistyki, a w szczególności za organizację pierwszego powojennego zespołu śpiewaczego w katedrze, który godnie nawiązuje do świetnych tradycji, sławiąc imię naszego miasta w kraju i poza jego granicami” |
| 1996 |         | Międzynarodowe Targi Poznańskie                                                                     | „uznając ogromną rolę Międzynarodowych Targów Poznańskich dla rozwoju Miasta i regionu oraz znaczenie dla promocji polskiej gospodarki” |
| 1996 |         | Marcin Święcicki                                                                                    | „w uznaniu zasług dla rozwoju Międzynarodowych Targów Poznańskich, a przez to rozwoju Miasta Poznania i regionu” |
| 1997 |         | Janusz Pajewski                                                                                     | „w uznaniu zasług wybitnego uczonego i wychowawcy, nestora historyków polskich” |
| 1997 |         | Nicole i Paul Guerrier                                                                              | „w podziękowaniu za bezinteresowną pomoc medyczną i humanitarną mieszkańcom Poznania w trudnym okresie po 1981 roku” |
| 1997 |         | Magdalena Warkoczewska                                                                              | „w uznaniu zasług położonych dla badań nad dziejami Poznania a zwłaszcza jego ikonografii oraz na polu popularyzacji ich wyników poprzez liczne publikacje i wystawy” |
| 1997 |         | Radio Merkury S.A. Regionalna Rozgłośnia Polskiego Radia                                            | „uznając niezaprzeczalny wkład Radia Merkury S.A. w kulturalny i społeczny rozwój naszego miasta i regionu” |
| 1998 |         | Kronika Miasta Poznania                                                                             | „wyrażając uznanie za wyjątkowy wkład dla poznawania przeszłości naszego miasta oraz dokumentowania jego teraźniejszości na przestrzeni minionych 75 lat” |
| 1999 |         | Uniwersytet im. Adama Mickiewicza w Poznaniu                                                        | „uznając zasługi Uniwersytetu im. Adama Mickiewicza oraz trud włożony w kształcenie nowych pokoleń Polaków, za konsekwentne budowanie pozytywnego obrazu Polski, Wielkopolski i naszego miasta w Europie i na świecie” |
| 1999 |         | Herbert Schmalstieg                                                                                 | „uznając zasługi Pana Herberta Schmalstiega dla Miasta Poznania i regionu Wielkopolskiego oraz za Jego osobiste zaangażowanie w umacnianie więzów przyjaźni między Poznaniem a Hanowerem” |
| 1999 |         | Harald Böhlmann                                                                                     | „uznając zasługi Pana Haralda Bohlmanna dla Miasta Poznania i regionu Wielkopolskiego oraz za Jego osobiste zaangażowanie w umacnianie więzów przyjaźni między Poznaniem a Hanowerem” |
| 2001 |         | Uniwersytet Ekonomiczny w Poznaniu                                                                  | „uznając zasługi Akademii Ekonomicznej oraz trud włożony w kształcenie nowych pokoleń Polaków, za konsekwentne budowanie pozytywnego obrazu Polski, Wielkopolski i naszego Miasta w Europie i na świecie” |
| 2001 |         | Jan Góra                                                                                            | „wyrażając wdzięczność i uznanie za pełnienie trudnej roli wychowawcy młodego pokolenia – w czasie dwudziestu czterech lat pracy wśród poznańskiej młodzieży i studentów” |
| 2001 |         | Dennis Pettitt                                                                                      | „uznając zasługi Sir Dennisa Pettitta dla Miasta Poznania i regionu Wielkopolskiego oraz jego osobiste zaangażowanie w umacnianie więzów przyjaźni między Poznaniem a hrabstwem Nottinghamshire” |
| 2001 |         | Ignacy Moś                                                                                          | „uznając wielkie zasługi dla Miasta Poznania i kultury narodowej” |
| 2001 |         | Krystyna Feldman                                                                                    | „uznając zasługi Pani Krystyny Feldman dla Miasta Poznania i regionu Wielkopolskiego, jej zaangażowanie w rozwój kultury miasta i regionu oraz wkład we wzbogacanie dziedzictwa narodowego” |
| 2001 |         | Witold Gałka                                                                                        | „doceniając w pełni wieloletnią, bezinteresowną pracę dla ochrony naszego wspólnego dziedzictwa kulturowego” |
| 2003 |         | Wojciech Kandulski                                                                                  | „uznając wielkie zasługi dla rozwoju i promocji Miasta Poznania na niwie pracy organicznej” |
| 2003 |         | Małgorzata Musierowicz                                                                              | „w uznaniu dla zasług w rozsławianiu Miasta Poznania w książkach czytanych przez młodzież całego świata” |
| 2003 |         | Bohdan Gruchman                                                                                     | „uznając wielkie zasługi dla rozwoju i promocji Miasta Poznania, regionu wielkopolskiego i kraju” |
| 2003 |         | Liceum Ogólnokształcące św. Marii Magdaleny w Poznaniu                                              | „uznając zasługi w wychowaniu wielu pokoleń młodzieży oraz rolę, jaką w historii Poznania i Wielkopolski odegrała w ciągu 700 lat istnienia – w różnych formach organizacyjnych – Schola ad Sanctam Mariam Magdalenam” |
| 2004 |         | Wacław Wilczyński                                                                                   | „uznając wielkie zasługi dla życia naukowego, dla rozwoju i promocji Miasta Poznania, regionu wielkopolskiego i kraju” |
| 2004 |         | Biblioteka Raczyńskich w Poznaniu                                                                   | „uznając zasługi w upowszechnianiu czytelnictwa, rozwijaniu oświaty i kultury polskiej oraz dbałości o zachowanie dziedzictwa narodowego w ciągu 175 lat istnienia” |
| 2005 |         | Akademia Medyczna im. Karola Marcinkowskiego w Poznaniu                                             | „w uznaniu zasług dla rozwoju społecznego miasta Poznania, w tym szczególnie w zakresie rozwoju badań naukowych oraz kształcenia pokoleń poznańskich lekarzy” |
| 2005 |         | Politechnika Poznańska                                                                              | „uznając zasługi Politechniki Poznańskiej oraz trud włożony w kształcenie nowych pokoleń Polaków, a także osiągnięcia w zakresie działalności naukowo-badawczej i wdrażania innowacji, za konsekwentne i skuteczne budowanie pozytywnego obrazu Polski, Wielkopolski i naszego miasta w Europie i na świecie” |
| 2005 |         | Zenon Laskowik                                                                                      | „uznając wielkie zasługi dla podnoszenia na duchu Polaków w trudnych latach naszej historii, rozsławiania poznańskiego humoru oraz promocji naszego miasta” |
| 2006 |         | Akademia Wychowania Fizycznego im. Eugeniusza Piaseckiego w Poznaniu                                | „uznając zasługi Akademii Wychowania Fizycznego im. Eugeniusza Piaseckiego w Poznaniu oraz trud włożony w kształcenie nowych pokoleń Polaków, a także światowe osiągnięcia w zakresie sportu kwalifikowanego, również osób niepełnosprawnych, rozwój rehabilitacji, fizjoterapii, prowadzenie działalność naukowo-badawczej, za skuteczne promowanie turystyki i rekreacji oraz kształtowanie pozytywnego obrazu Polski, Wielkopolski i Miasta Poznania w Europie i na świecie”                                      |
| 2006 |         | Poznańskie Towarzystwo Przyjaciół Nauk                                                              | „uznając zasługi w upowszechnianiu osiągnięć nauki, rozwijaniu badań naukowych i kultury polskiej oraz dbałość o zachowanie dziedzictwa narodowego w ciągu 150 lat istnienia” |
| 2006 |         | Margareta Kępińska Jakobsen                                                                         | „wyrażając uznanie oraz głęboki szacunek dla wybitnej pracy humanitarnej oraz działalności na rzecz poszanowania praw człowieka i godności ludzkiej jako podstawy sprawiedliwości i pokoju na świecie” |
| 2006 |         | Wielkopolskie Zrzeszenie Handlu i Usług w Poznaniu                                                  | „uznając historyczne zasługi dla rozwoju i promocji Miasta Poznania na niwie pracy organicznej” |
| 2007 |         | Muzeum Archeologiczne w Poznaniu                                                                    | „uznając zasługi w upowszechnianiu wiedzy o pradziejach Polski, Wielkopolski i Poznania, w rozwijaniu badań naukowych i przywracaniu kulturze polskiej i światowej zabytków przeszłości oraz w popularyzowaniu dorobku najstarszych cywilizacji, a także w staraniach o zachowanie tradycji patriotycznej w ciągu 150 lat istnienia” |
| 2007 |         | Towarzystwo Bambrów Poznańskich                                                                     | „uznając zasługi dla rozwoju życia kulturalno-społecznego Poznania poprzez dążenie do zachowania i kultywowania tradycji Bambrów poznańskich – jako integralnej części dziejów Poznania” |
| 2007 |         | Klub Sportowy „Posnania”                                                                            | „z okazji jubileuszu 100-lecia działalności na poznańskiej ziemi Klubu Sportowego »Posnania« oraz w uznaniu jego zasług w dziedzinie upowszechniania i krzewienia kultury fizycznej i sportu wśród mieszkańców Miasta Poznania, doceniając światowe osiągnięcia Klubu w zakresie sportu kwalifikowanego i jego wkład w promowanie Polski, Wielkopolski i Miasta Poznania w Europie i na świecie” |
| 2008 |         | Krystyna Daszkiewicz                                                                                | „w uznaniu wielkich zasług dla życia naukowego i społecznego, służących rozwojowi i promocji miasta Poznania, regionu wielkopolskiego oraz kraju, doceniając niezłomność charakteru w najtrudniejszych chwilach” |
| 2008 |         | Halina i Tadeusz Zgółkowie                                                                          | „uznając zasługi w promowaniu Poznania jako ośrodka badań nad polskim słowem i edukacji językowej w zakresie polszczyzny używanej w kraju i poza jego granicami” |
| 2008 |         | Orkiestra Kameralna Polskiego Radia Amadeus                                                         | „w dowód uznania dla wybitnych dokonań z dziedziny muzyki kameralnej, doceniając zasługi dla rozsławiania artystycznego oblicza Poznania na scenach świata w trakcie czterdziestu lat działalności” |
| 2008 |         | Leszek Klekociuk                                                                                    | „uznając zasługi dla ochrony dziedzictwa kulturowego miasta Poznania, ze szczególnym uwzględnieniem Sanktuarium Matki Bożej w Cudy Wielmożnej Pani Poznania oraz promocji Poznania” |
| 2008 |         | Klemens Mikuła                                                                                      | „uznając zasługi dla kształtowania nowoczesnej polityki przestrzennej Poznania, wyróżniając wizjonerską inicjatywę budowy kompleksu Malta, który podnosi prestiż Miasta” |
| 2009 |         | Stefan Dusza                                                                                        | „wyrażając uznanie za wieloletnią działalność w poznańskim wydawnictwie Pallottinum” |
| 2009 |         | Alojzy Andrzej Łuczak                                                                               | „wyrażając uznanie za zaangażowanie w tworzenie i prowadzenie ruchu młodych melomanów Pro Sinfonika” |
| 2009 |         | Olcha Wierzbowska-Sikorska                                                                          | „w uznaniu zasług dla upowszechniania kultury słowa pisanego” |
| 2010 |         | Jan Górski                                                                                          | „w uznaniu zasług dla niepodległości Rzeczypospolitej Polskiej i za osobisty udział w przekazywaniu wiedzy historycznej kolejnym pokoleniom mieszkańców Poznania i Wielkopolski” |
| 2010 |         | Piotr Frydryszek                                                                                    | „w uznaniu zasług dla życia społecznego Poznania, za działanie na rzecz wolności wypowiedzi i rzetelności dziennikarskiej oraz za pozytywistyczne w swej naturze spożytkowanie umiejętności zjednywania ludzi i środowisk dla szukania dobrych rozwiązań” |
| 2010 |         | Jan Nowowiejski                                                                                     | „w uznaniu zasług dla wieloletniej działalności kulturotwórczej, w szczególności kultywowania pamięci o wielkim polskim kompozytorze Feliksie Nowowiejskim, w setną rocznicę skomponowania Pieśni Rota” |
| 2010 |         | Tadeusz Magas                                                                                       | „w uznaniu zasług i szczególnego zaangażowania w działalności duszpasterskiej na rzecz mieszkańców Poznania, zwłaszcza środowisk ludzi pracy, budującej ofiarności na rzecz potrzebujących zarówno w okresie walki o wolną Polskę, jak i po przełomie roku 1989” |
| 2011 |         | Jacek Łuczak                                                                                        | „w uznaniu dla dorobku naukowego ze szczególnym uwzględnieniem działalności na rzecz utworzenia i prowadzenia Hospicjum Palium” |
| 2011 |         | Stefan Makné                                                                                        | „wyrażając uznanie dla działań na rzecz niepodległości Polski i kultywowania pamięci o wojennej martyrologii Wielkopolan w latach niemieckiej okupacji oraz dla wybitnych osiągnięć w dziedzinie sportów lotniczych” |
| 2011 |         | Filia Związku Gmin Wyznaniowych Żydowskich w RP w Poznaniu                                          | „w uznaniu dla wielowiekowej obecności społeczności żydowskiej w Poznaniu i zasług dla jego rozwoju” |
| 2012 |         | Marian Lewandowski                                                                                  | „w uznaniu dla organicznej pracy, podtrzymującej pamięć historyczną mieszkańców Poznania, szczególnie za działania chroniące zabytki miasta oraz za przywrócenie Akademii Lubrańskiego jej architektonicznego blasku i funkcji kulturalno-edukacyjnej” |
| 2012 |         | Leo van Buiten                                                                                      | „w uznaniu zasług dla współpracy partnerskiej Poznania i Assen, w podziękowaniu za osobiste zaangażowanie w budowanie przyjacielskich relacji między społecznościami obu miast oraz w tworzenie dobrego wizerunku Miasta Poznania za granicą” |
| 2012 |         | Zbigniew Kwias                                                                                      | „w uznaniu zasług i osiągnięć w dziedzinie medycyny, szczególnie w dziele wieloletniego prowadzenia i rozwoju Katedry i Kliniki Urologii na Uniwersytecie Medycznym w Poznaniu oraz doceniając wielkie zaangażowanie, życzliwość i oddanie w niesieniu ulgi chorym i potrzebującym pomocy” |
| 2012 |         | Klub Sportowy „Warta” Poznań                                                                        | „z okazji jubileuszu 100-lecia działalności na poznańskiej ziemi Klubu Sportowego »Warta« Poznań oraz w uznaniu jego zasług w dziedzinie upowszechniania i krzewienia kultury fizycznej i sportu wśród mieszkańców Miasta Poznania, doceniając światowe osiągnięcia Klubu w zakresie sportu kwalifikowanego i jego wkład w promowanie Polski, Wielkopolski i Miasta Poznania w Europie i na świecie” |
| 2013 |         | Czesław Cybulski                                                                                    | „w uznaniu zasług dla rozwoju sportu ze szczególnym uwzględnieniem wybitnych osiągnięć trenerskich, co w istotny sposób przyczyniło się do promocji Miasta Poznania” |
| 2013 |         | Janusz Pałubicki                                                                                    | „w uznaniu zasług dla dokonań na rzecz budowy niepodległego, demokratycznego Państwa Polskiego” |
| 2013 |         | Jacek Wachowiak                                                                                     | „w uznaniu zasług i osiągnięć w dziedzinie medycyny, szczególnie w dziele wieloletniego prowadzenia i rozwoju Katedry i Kliniki Urologii na Uniwersytecie Medycznym w Poznaniu oraz doceniając wielkie zaangażowanie, życzliwość i oddanie w niesieniu ulgi chorym i potrzebującym pomocy” |
| 2013 |         | Ewa Mielcarek                                                                                       | „uznając zasługi dla ochrony dziedzictwa kulturowego Miasta Poznania, ze szczególnym uwzględnieniem działań na rzecz kultywowania lokalnej tradycji” |
| 2014 |         | Anna Jakrzewska-Sawińska                                                                            | „w uznaniu zasług dla pełnej poświęcenia pracy na rzecz rozwoju opieki paliatywnej, ze szczególnym uwzględnieniem osiągnięć Hospicjum Domowego” |
| 2014 |         | Robert Friedrich                                                                                    | „wyrażając uznanie dla wieloletniej pracy i osiągnięć artystycznych służących rozwojowi kultury oraz doceniając umiejętne łączenie sztuki z wyznawanymi wartościami” |
| 2014 |         | Ludwik Misiek                                                                                       | „wyrażając uznanie dla walecznej postawy i służby w obronie Ojczyzny w czasie II Wojny Światowej oraz pełnej poświęcenia pracy na rzecz środowisk kombatanckich” |
| 2014 |         | Towarzystwo Miłośników Wilna i Ziemi Wileńskiej – Oddział w Poznaniu                                | „wyrażając uznanie za wieloletnią działalność na rzecz popularyzacji Wilna i Ziemi Wileńskiej, podtrzymywanie tradycji i więzi kulturowych między naszymi miastami ze szczególnym uwzględnieniem działań wspierających Polaków na Litwie” |
| 2015 |         | Jacek Wiesiołowski                                                                                  | „wyrażając uznanie dla osiągnięć naukowych, wybitnego wkładu badawczego w poznanie dziejów Poznania oraz doceniając wyjątkowe zasługi w prowadzeniu i redagowaniu Kroniki Miasta Poznania” |
| 2015 |         | Jana Šubrová                                                                                        | „w uznaniu zasług dla współpracy partnerskiej Poznania i Brna, w podziękowaniu za osobiste zaangażowanie w budowanie przyjacielskich relacji między obu miastami oraz w tworzenie dobrego wizerunku Miasta Poznania w Republice Czeskiej” |
| 2015 |         | Eleni                                                                                               | „w uznaniu dla wieloletniej pracy i osiągnięć artystycznych oraz doceniając umiejętne łączenie sztuki z wyznawanymi wartościami” |
| 2015 |         | Michał Grudziński                                                                                   | „wyrażając uznanie dla wieloletniej pracy i osiągnięć artystycznych służących rozwojowi kultury ze szczególnym uwzględnieniem dorobku na scenie Teatru Nowego w Poznaniu” |
| 2015 |         | Towarzystwo Miłośników Lwowa i Kresów Południowo-Wschodnich – Oddział w Poznaniu                    | „wyrażając uznanie dla wieloletniej działalności na rzecz popularyzacji Lwowa, podtrzymywanie tradycji i więzi kulturowych między naszymi miastami ze szczególnym uwzględnieniem działań wspierających Polaków na Ukrainie” |
| 2016 |         | Gerard Cofta                                                                                        | „w uznaniu zasług dla rozwoju samorządności lokalnej ze szczególnym uwzględnieniem działań na rzecz poznańskiej Śródki” |
| 2016 |         | Barbara i Tomasz Sadowscy                                                                           | „w uznaniu zasług dla pełnej poświęcenia pracy na rzecz osób wykluczonych, ze szczególnym uwzględnieniem osiągnięć Fundacji Barka” |
| 2016 |         | Jan Podhorski                                                                                       | „wyrażając uznanie dla walecznej postawy i służby w obronie Ojczyzny w czasie II Wojny Światowej, w Powstaniu Warszawskim oraz pełnej poświęcenia pracy na rzecz środowisk kombatanckich” |
| 2016 |         | Robert Gamble                                                                                       | „wyrażając uznanie dla wieloletniej pracy i osiągnięć służących rozwojowi kultury oraz doceniając umiejętne łączenie zaangażowania społecznego z wyznawanymi wartościami” |
| 2017 |         | Jan Skuratowicz                                                                                     | „wyrażając uznanie dla osiągnięć naukowych w badaniu nowożytnej architektury rezydencjonalnej oraz doceniając zasługi w popularyzowaniu wiedzy o architekturze i historii Poznania” |
| 2017 |         | Marek Jemielity                                                                                     | „w uznaniu wybitnych osiągnięć w dziedzinie kardiologii i transplantologii, ze szczególnym uwzględnieniem wdrażania pionierskich rozwiązań w tym dokonanie pierwszego przeszczepu serca w Klinice Kardiochirurgii Uniwersytetu Medycznego w Poznaniu” |
| 2017 |         | Wojciech Müller                                                                                     | „wyrażając uznanie dla wieloletniej pracy akademickiej i osiągnięć artystycznych ze szczególnym uwzględnieniem dokonań na rzecz rozwoju Uniwersytetu Artystycznego w Poznaniu” |
| 2017 |         | Jerzy Hamerski                                                                                      | „wyrażając uznanie dla wieloletniej pracy pedagogicznej oraz doceniając osiągnięcia organizatorskie ze szczególnym uwzględnieniem wdrażania w życie idei wychowania przez sztukę” |
| 2017 |         | Caritas Archidiecezji Poznańskiej                                                                   | „w uznaniu zasług dla pełnej poświęcenia posługi charytatywnej, ze szczególnym uwzględnieniem działalności dotyczącej osób bezdomnych” |
| 2018 |         | Józef Stasiński                                                                                     | „wyrażając uznanie dla osiągnięć artystycznych” |
| 2018 |         | Roman Słowiński                                                                                     | „wyrażając uznanie dla wybitnego dorobku naukowego oraz doceniając zasługi dla rozwoju poznańskiego ośrodka akademickiego” |
| 2018 |         | Henryk Rozmiarek                                                                                    | „w uznaniu zasług dla rozwoju sportu, ze szczególnym uwzględnieniem wieloletniej kariery reprezentanta Polski w piłce ręcznej” |
| 2018 |         | Zenon Wechmann                                                                                      | „wyrażając uznanie dla walecznej postawy i służby w obronie Ojczyzny w czasie II Wojny Światowej oraz pełnej poświęcenia pracy na rzecz środowisk kombatanckich” |
| 2018 |         | Towarzystwo Pamięci Powstania Wielkopolskiego 1918/1919                                             | „w uznaniu zasług dla pełnej poświęcenia wieloletniej działalności na rzecz krzewienia wiedzy i kultywowania pamięci o zwycięskim Powstaniu Wielkopolskim” |
| 2019 |         | Izabella Gustowska                                                                                  | „wyrażając uznanie dla wybitnych osiągnięć twórczych, pracy pedagogicznej i działalności na rzecz poznańskiego środowiska artystycznego” |
| 2019 |         | Leonard Szymański                                                                                   | „wyrażając szacunek dla postawy życiowej uosabiającej patriotyzm i wielkopolskie wartości oraz w uznaniu zasług dla budowania społeczeństwa obywatelskiego” |
| 2019 |         | Juliusz Kubel                                                                                       | „wyrażając uznanie dla zasług na rzecz języka polskiego ze szczególnym uwzględnieniem dbałości o zachowanie gwary poznańskiej” |
| 2019 |         | Marek Rezler                                                                                        | „wyrażając uznanie dla upowszechniania wiedzy o historii Poznania i Wielkopolski ze szczególnym uwzględnieniem Powstania Wielkopolskiego” |
| 2019 |         | Aeroklub Poznański im. Wandy Modlibowskiej                                                          | „wyrażając uznanie dla zasług na rzecz wspierania rozwoju sportu lotniczego, integracji środowiska oraz pielęgnowania narodowych tradycji lotniczych” |
| 2020 |         | Ilona Dworak-Cousin                                                                                 | „w uznaniu zasług dla budowy partnerskich relacji Poznania i Raanana, oraz doceniając osobiste zaangażowanie w rozwój przyjacielskich stosunków między narodami Polski i Izraela” |
| 2020 |         | Tomasz Jasiński                                                                                     | „wyrażając uznanie dla wybitnych osiągnięć naukowych z zakresu historii ze szczególnym uwzględnieniem prac poświęconych średniowiecznym dziejom Europy Środkowej oraz doceniając zasługi w wieloletnim kierowaniu Biblioteką Kórnicką Polskiej Akademii Nauk” |
| 2020 |         | Maciej Musiał                                                                                       | „wyrażając szacunek dla postawy życiowej uosabiającej patriotyzm i wielkopolskie wartości oraz w uznaniu zasług dla dokonań na rzecz budowy niepodległego, demokratycznego Państwa Polskiego” |
| 2020 |         | Andrzej Porawski                                                                                    | „wyrażając szacunek dla wieloletniej pracy i osiągnięć służących rozwojowi samorządu terytorialnego oraz doceniając zasługi dla budowania społeczeństwa obywatelskiego” |
| 2020 |         | Akademia Muzyczna im. Ignacego Jana Paderewskiego w Poznaniu                                        | „uznając zasługi w upowszechnianiu osiągnięć naukowych i dydaktycznych w zakresie muzykologii, instrumentalistyki oraz chóralistyki ze szczególnym uwzględnieniem działań mających na celu popularyzację muzyki promującą Polskę i Wielkopolskę w Europie i na świecie” |
| 2021 |         | Hieronim Kowalski                                                                                   | „wyrażając uznanie dla zasług w popularyzacji lotnictwa sportowego i wojskowego oraz osiągnięć w szkoleniu kolejnych pokoleń pilotów” |
| 2021 |         | Barbara Napieralska                                                                                 | „wyrażając uznanie dla długoletniej pracy na rzecz przemian demokratycznych w Polsce, zaangażowania w ruch poznańskiej »Solidarności« i pielęgnowania tradycji naszych przodków” |
| 2021 |         | Elżbieta Nowicka                                                                                    | „wyrażając uznanie dla dorobku naukowego i dydaktycznego, ze szczególnym uwzględnieniem badań nad operą, integrujących ogólnopolskie oraz lokalne środowiska naukowe i artystyczne” |
| 2021 |         | Sławomira Wronkowska-Jaśkiewicz                                                                     | „wyrażając uznanie dla dorobku naukowego i dydaktycznego w zakresie nauk prawnych, ze szczególnym uwzględnieniem wybitnych osiągnięć w pracy na rzecz budowania państwa prawa w Polsce” |
| 2021 |         | Pracownicy medyczni, socjalni i wolontariusze zaangażowani w bezpośrednią walkę z pandemią COVID-19 | „wyrażając wdzięczność wobec wszystkich osób bezpośrednio zaangażowanych w walkę z pandemią COVID-19 oraz wyrażając szacunek wobec ryzykownej i pełnej poświęcenia postawy niesienia pomocy bliźnim” |
| 2022 |         | Anna Chraniuk                                                                                       | „wyrażając uznanie dla wieloletnich działań na rzecz promowania Miasta Poznania w Ukrainie oraz za przybliżanie i popularyzację języka i kultury ukraińskiej w Poznaniu” |
| 2022 |         | Jarosław Kozłowski                                                                                  | „wyrażając uznanie dla działalności artystycznej i dydaktycznej, w tym tworzenia światowej rangi sztuki konceptualnej” |
| 2022 |         | Ewa Wycichowska                                                                                     | „wyrażając uznanie dla dorobku artystycznego, naukowego i dydaktycznego z zakresu tańca i choreografii oraz za kreowanie Polskiego Teatru Tańca” |
| 2022 |         | KKS Lech Poznań                                                                                     | „wyrażając uznanie dla zasług w dziedzinie upowszechniania sportu wśród mieszkańców Miasta Poznania oraz doceniając osiągnięcia i wkład w promowanie Miasta Poznania na arenach Europy i świata” |
| 2023 |         | Janusz Heller                                                                                       | „wyrażając uznanie dla wieloletnich działań na rzecz obrony demokracji, promowania i popularyzowania kultury oraz rozwoju lokalnej społeczności” |
| 2023 |         | Iwona Jabłońska                                                                                     | „wyrażając uznanie dla licznych osiągnięć sportowych, jak i w dziedzinie kształcenia młodych sportowców oraz upowszechnianiu sportu wśród mieszkańców Miasta Poznania” |
| 2023 |         | Lech Konopiński                                                                                     | „wyrażając uznanie za całokształt twórczości literackiej, w szczególności za wkład w literaturę dla dzieci i teksty piosenek, które znała i śpiewała cała Polska” |
| 2023 |         | Urszula Sipińska                                                                                    | „wyrażając uznanie dla wieloletniej pracy i osiągnięć artystycznych” |
| 2023 |         | Fundacja Pomocy Humanitarnej Redemptoris Missio                                                     | „wyrażając uznanie dla działalności charytatywnej i pomocy niesionej najuboższym mieszkańcom świata” |
| 2024 |         | Krystyna Babiak                                                                                     | „wyrażając uznanie dla wieloletniej pracy na rzecz budowania państwa prawnego i społeczeństwa obywatelskiego, ze szczególnym uwzględnieniem działalności na rzecz upowszechniania wiedzy prawniczej” |
| 2024 |         | Andrzej Byrt                                                                                        | „wyrażając uznane dla dorobku w służbie dyplomatycznej Rzeczypospolitej oraz wkładu w rozwój gospodarczy kraju, ze szczególnym uwzględnieniem udziału w tworzeniu silnej marki Międzynarodowych Targów Poznańskich” |
| 2024 |         | Włodzimierz Marciniak                                                                               | „wyrażając uznanie dla wieloletniej pracy na rzecz wsparcia młodych Poznaniaków, w szczególności organizowania pomocy opiekuńczej i wychowawczej dla dzieci wymagających szczególnej troski” |
| 2024 |         | Oświatowe Towarzystwo Przyjaciół Sportu Winogrady – TPS Winogrady                                   | „wyrażając uznanie dla upowszechniania sportu, w szczególności działań promujących aktywność fizyczną wśród najmłodszych Poznaniaków” |
| 2025 |         | Izabela Dylewska-Światowiak                                                                         | „w uznaniu wybitnych osiągnięć sportowych w kajakarstwie i zaangażowania w propagowanie sportu oraz kształtowanie sportowego ducha młodych pokoleń” |
| 2025 |         | Benedykt Niewczyk                                                                                   | „wyrażając uznanie dla kultywowania rodzinnej tradycji lutniczej oraz dziękując za pielęgnowanie i promowanie rzemiosła artystycznego w kraju i za granicą” |
| 2025 |         | Antoni Rut                                                                                          | „wyrażając uznanie dla osiągnięć artystycznych oraz doceniając wkład w rozwój fotografiki i kształtowanie kolejnych pokoleń artystów” |
| 2025 |         | Tomasz Sokołowski                                                                                   | „wyrażając uznanie dla wkładu w rozwój polskiego prawa cywilnego oraz zaangażowania w budowanie demokracji lokalnej i poznańskiego samorządu” |
| 2025 |         | Wielkopolski Ośrodek Kształcenia i Studiów Samorządowych                                            | „wyrażając uznanie i wdzięczność za niestrudzoną pracę na rzecz Poznania oraz kształcenie i wspieranie polskiego samorządu” |